# Jan Schultz-Szulecki
Jan Schultz-Szulecki (1662–1704) – polski
historyk i prawnik, od 1695 nadworny historiograf króla Polski Jana III Sobieskiego.
Był doktorem obojga praw.
Wykładał w Gimnazjum Akademickim w Gdańsku. Był profesorem na Uniwersytecie Viadrina we Frankfurcie nad Odrą, wszedł w skład rady książęcej przy elektorze brandenburskim. W 1695 uzyskał polskie szlachectwo.

## Dzieła
- Tractatus historico-politicus de Polonia nunquam tributaria[1]